# Halloweentown (serie)
Halloweentown es una serie fílmica de películas originales de Disney Channel, emitidas entre 1998 y 2006, siendo la primera serie fílmica de producciones del canal, y una de las más amplias, compuesta por cuatro películas. A pesar de ser dirigida por distintos directores a lo largo de la serie, casi no ha tenido variaciones en el reparto, estando protagonizada en las tres primeras películas por Kimberly J. Brown, Debbie Reynolds, Joey Zimmerman y Emily Roeske, y en la cuarta película por Sara Paxton (en sustitución de Kimberly J. Brown) y por Lucas Grabeel, quien había sido un personaje secundario en la tercera película.

## Películas y reparto
| Personaje                                                    | Películas            | Películas                                  | Películas                 | Películas                      |
| Personaje                                                    | Halloweentown (1998) | Halloweentown II: Kalabar's Revenge (2001) | Halloweentown High (2004) | Return to Halloweentown (2006) |
| ------------------------------------------------------------ | -------------------- | ------------------------------------------ | ------------------------- | ------------------------------ |
| Splendora Agatha "Aggie" Cromwell                            | Debbie Reynolds      | Debbie Reynolds                            | Debbie Reynolds           | Debbie Reynolds                |
| Marnie Piper Cromwell                                        | Kimberly J. Brown    | Kimberly J. Brown                          | Kimberly J. Brown         | Sara Paxton                    |
| Gwen Cromwell Piper                                          | Judith Hoag          | Judith Hoag                                | Judith Hoag               | Judith Hoag                    |
| Luke                                                         | Phillip Van Dyke     | Phillip Van Dyke                           |                           |                                |
| Dylan Piper Cromwell                                         | Joey Zimmerman       | Joey Zimmerman                             | Joey Zimmerman            | Joey Zimmerman                 |
| Kalabar                                                      | Robin Thomas         |                                            |                           |                                |
| Sophie Piper Cromwell                                        | Emily Roeske         | Emily Roeske                               | Emily Roeske              |                                |
| Benny                                                        | Rino Romano          | Richard Side                               |                           | Rino Romano                    |
| Harriet                                                      | Judith M. Ford       |                                            |                           |                                |
| Astrid                                                       |                      | Xantha Radley                              |                           |                                |
| Alex                                                         |                      | Peter Wingfield                            |                           |                                |
| Gort                                                         |                      | Blu Mankuma                                |                           |                                |
| Kal                                                          |                      | Daniel Kountz                              |                           |                                |
| Chica Vampiro                                                |                      | Jessica Lucas                              |                           |                                |
| Ethan Dalloway                                               |                      |                                            | Lucas Grabeel             | Lucas Grabeel                  |
| Edgar Dalloway                                               |                      |                                            | Michael Flynn             |                                |
| Cody                                                         |                      |                                            | Finn Wittrock             |                                |
| Cassie                                                       |                      |                                            | Eliana Reyes              |                                |
| Director Phil Flannigan                                      |                      |                                            | Clifton Davis             |                                |
| Pete, el hombre lobo                                         |                      |                                            | Todd Michael Schwartzman  |                                |
| Chester                                                      |                      |                                            | Clayton Taylor            |                                |
| Natalie, la trol rosada                                      |                      |                                            | Olesya Rulin              |                                |
| Bobby, el gremlin                                            |                      |                                            | Bob Lanoue                |                                |
| Hombre de seis brazos y miembro del Consejo de Halloweentown |                      |                                            | Jeff Olson                |                                |
| Cabeza de calabaza y miembro del Consejo de Halloweentown    |                      |                                            | Frank Gerrish             |                                |
| Mujer vampiro y miembro del Consejo de Halloweentown         |                      |                                            | Mowava Pryor              |                                |
| Momia y miembro del Consejo de Halloweentown                 |                      |                                            | Aaron Justesen            |                                |
| Efectos vocales especiales                                   |                      |                                            | Frank Welker              |                                |
| Joven Splendora Agatha "Aggie" Cromwell                      |                      |                                            |                           | Sara Paxton                    |
| Scarlett Sinister                                            |                      |                                            |                           | Kristy Wu                      |
| Sage Sinister                                                |                      |                                            |                           | Katie Cockrell                 |
| Sapphire Sinister                                            |                      |                                            |                           | Kellie Cockrell                |
| Silas Sinister                                               |                      |                                            |                           | Keone Young                    |
| Rectora Goodwin                                              |                      |                                            |                           | Leslie Wing                    |
| Profesora Precilla Persimmon Periwinkle                      |                      |                                            |                           | Millicent Martin               |
| Doctor Grogg                                                 |                      |                                            |                           | Scott Stevenson                |
| Burp-urp-snurt-pftftftfftf III                               |                      |                                            |                           | Christopher Robin Miller       |
| Aneesa                                                       |                      |                                            |                           | Summer Bishil                  |

- Datos: Q5643132